# تشارلستون (تينيسي)
تشارلستون (بالإنجليزية: Charleston, Tennessee)‏ هي مدينة تقع بولاية تينيسي في وسط شرق الولايات المتحدة. تبلغ مساحة هذه المدينة 2.7 (كم²)، وترتفع عن سطح البحر 222 م، بلغ عدد سكانها 651 نسمة في عام 2010 حسب إحصاء مكتب تعداد الولايات المتحدة وتصل الكثافة السكانية فيها auto نسمة/كم2.

## التركيبة السكانية
حدّد مكتب تعداد الولايات المتحدة بيانات التركيبة السكانية لتشارلستون في تعداد الولايات المتحدة. في ما يلي، التركيبة السكانية حسب تعدادي 2000 و2010.

### تعداد عام 2000
بلغ عدد سكان تشارلستون 630 نسمة بحسب تعداد عام 2000، وبلغ عدد الأسر 265 أسرة وعدد العائلات 182 عائلة مقيمة في المدينة. في حين سجلت الكثافة السكانية 226.6 نسمة لكل كيلومتر مربع (586.9/ميل2). وبلغ عدد الوحدات السكنية 280 وحدة بمتوسط كثافة قدره 100.7 لكل كيلومتر مربع (260.8/ميل2).
وتوزع التركيب العرقي للمدينة بنسبة 72.54% من البيض و23.49% من الأمريكيين الأفارقة و0.48% من الأمريكيين ذوي الأصول الآسيوية و0.79% من الأعراق الأخرى و2.70% من عرقين مختلطين أو أكثر و1.90% من الهسبانيون أو اللاتينيون من أي عرق.
بلغ عدد الأسر 265 أسرة كانت نسبة 29.8% منها لديها أطفال تحت سن الثامنة عشر تعيش معهم، وبلغت نسبة الأزواج القاطنين مع بعضهم البعض 56.2% من أصل المجموع الكلي للأسر، ونسبة 9.8% من الأسر كان لديها معيلات من الإناث دون وجود شريك،  بينما كانت نسبة 2.6% من الأسر لديها معيلون من الذكور دون وجود شريكة وكانت نسبة 31.3% من غير العائلات. تألفت نسبة 29.1% من أصل جميع الأسر من عدة أفراد يعيشون في نفس المنزل ونسبة 12.5% كانت تتألف من شخص يعيش بمفرده يبلغ من العمر 65 عاماً أو أكثر. وبلغ متوسط حجم الأسرة المعيشية 2.38، أما متوسط حجم العائلات فبلغ 2.92.
بلغ العمر الوسطي للسكان 39.0 عاماً. وكانت نسبة 22.5% من القاطنين تحت سن الثامنة عشر، وكانت نسبة 8.3% بين الثامنة عشر والرابعة والعشرين عاماً، ونسبة 26.7% كانت واقعةً في الفئة العمرية ما بين الخامسة والعشرين والرابعة والأربعين عاماً، ونسبة 26.8% كانت ما بين الخامسة والأربعين والرابعة والستين، ونسبة 15.7% كانت ضمن فئة الخامسة والستين عاماً فما فوق. يوجد لكل 100 أنثى 91.5 ذكر، ويوجد لكل 100 أنثى في الثامنة عشر من عمرها فما فوق 88.4 ذكر.
بلغ متوسط دخل الأسرة في المدينة 33,750 دولارًا، أما متوسط دخل العائلة فبلغ 40,781 دولارًا. وكان متوسط دخل الذكور 31,389 دولارًا مقابل 18,333 دولارًا للإناث. وسجل دخل الفرد الخاص بالمدينة 18,586 دولارًا. وكانت نسبة 5.7% من العائلات ونسبة 8.6% من السكان تحت خط الفقر، وكان من هؤلاء نسبة 15.7% تحت سن الثامنة عشر ونسبة 12.9% في الخامسة والستين من العمر وما فوق.

### تعداد عام 2010
بلغ عدد سكان تشارلستون 651 نسمة بحسب تعداد عام 2010، وبلغ عدد الأسر 253 أسرة وعدد العائلات 166 عائلة مقيمة في المدينة. في حين سجلت الكثافة السكانية 234.2 نسمة لكل كيلومتر مربع (606.6/ميل2). وبلغ عدد الوحدات السكنية 287 وحدة بمتوسط كثافة قدره 103.2 لكل كيلومتر مربع (267.3/ميل2).
وتوزع التركيب العرقي للمدينة بنسبة 77.27% من البيض و19.82% من الأمريكيين الأفارقة و0.15% من الأمريكيين الأصليين و0.31% من الأمريكيين ذوي الأصول الآسيوية و1.69% من الأعراق الأخرى و0.77% من عرقين مختلطين أو أكثر و4.15% من الهسبانيون أو اللاتينيون من أي عرق.
بلغ عدد الأسر 253 أسرة كانت نسبة 36.8% منها لديها أطفال تحت سن الثامنة عشر تعيش معهم، وبلغت نسبة الأزواج القاطنين مع بعضهم البعض 47.8% من أصل المجموع الكلي للأسر، ونسبة 11.5% من الأسر كان لديها معيلات من الإناث دون وجود شريك،  بينما كانت نسبة 6.3% من الأسر لديها معيلون من الذكور دون وجود شريكة وكانت نسبة 34.4% من غير العائلات. تألفت نسبة 30.4% من أصل جميع الأسر من عدة أفراد يعيشون في نفس المنزل ونسبة 11.9% كانت تتألف من شخص يعيش بمفرده يبلغ من العمر 65 عاماً أو أكثر. وبلغ متوسط حجم الأسرة المعيشية 2.57، أما متوسط حجم العائلات فبلغ 3.23.
بلغ العمر الوسطي للسكان 38.6 عاماً. وكانت نسبة 26.3% من القاطنين تحت سن الثامنة عشر، وكانت نسبة 4.6% بين الثامنة عشر والرابعة والعشرين عاماً، ونسبة 29% كانت واقعةً في الفئة العمرية ما بين الخامسة والعشرين والرابعة والأربعين عاماً، ونسبة 26.7% كانت ما بين الخامسة والأربعين والرابعة والستين، ونسبة 13.4% كانت ضمن فئة الخامسة والستين عاماً فما فوق. وتوزع التركيب الجنسي للسكان بنسبة 49.5% ذكور و50.5% إناث.

## وصلات خارجية
- The US50 - Cities and Towns in Tennessee State